# Durchschlag (Bergbau)

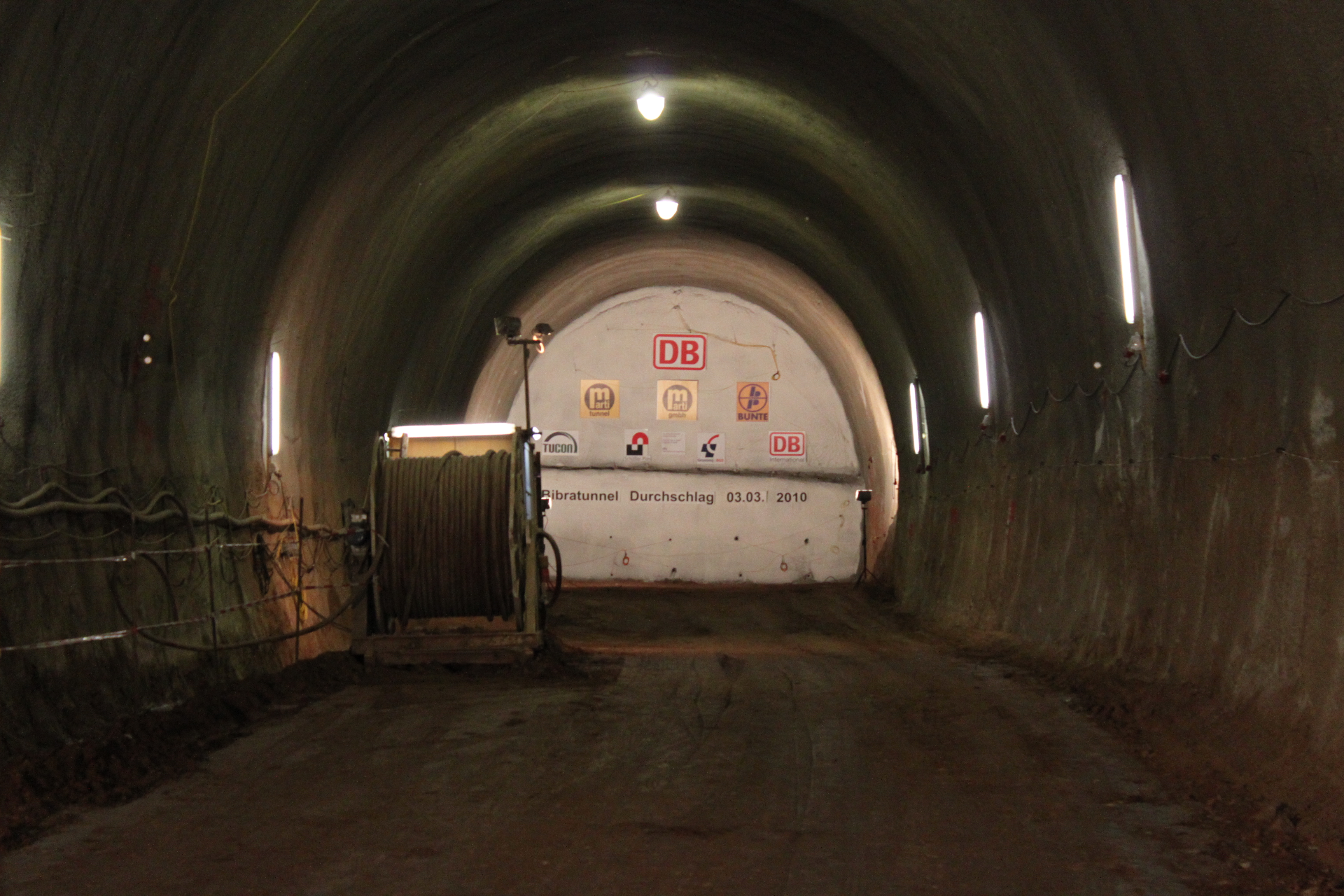
Eine Röhre des Bibratunnels kurz vor dem symbolischen Durchschlag.

Als Durchschlag bezeichnet man bei der Herstellung eines Grubenbaus im Bergbau das planmäßige oder unplanmäßige Erreichen eines anderen Grubenbaus. Durch einen Durchschlag wird eine offene Verbindung zwischen zwei Grubenbauen erstellt.

## Grundlagen
Ein Durchschlag ist dann gegeben, wenn zwei untertägige Räume aufeinandertreffen. Durch dieses Aufeinandertreffen werden zwei Örter oder Grubenbaue miteinander vereint. Der Begriff „durchschlägig werden“ bedeutet, in einen abgebauten Raum zu gelangen. An der Durchschlagsstelle treffen der Hauptort eines Stollens und ein Gegenort zusammen. Die Stelle, an der ein Querschlag aus einem Erbstollen in einen anderen Grubenbau führt, wird ebenfalls als Durchschlag bezeichnet. Der Punkt, an dem der Durchschlag erfolgt, wird  Durchschlagspunkt oder Durchschlagsort genannt. Die Bestimmung dieser Stelle erfolgt mittels markscheiderischer Messung.

## Arten und Gründe für einen Durchschlag
Durchschläge entstehen entweder durch das Aufeinandertreffen von zwei horizontalen Grubenbauen oder durch das Aufeinandertreffen eines seigeren Grubenbaus mit einem horizontalen Grubenbau. Für das Erstellen eines Durchschlags gibt es im Wesentlichen drei Gründe:
- Verbesserung der Bewetterung
- Lösen von Standwasser
- Durchörtern eines Alten Mannes

Die Verbesserung der Bewetterung ist einer der Hauptgründe für die Erstellung eines Durchschlags. Im frühen Bergbau war der Bergmann überwiegend auf die natürliche Bewetterung angewiesen. Die Ausgasungen aus dem Gebirge und die Gewinnung der Erze mittels Feuersetzen verschlechterten die Wetter so stark, dass selbst kurze Strecken und Stollen nicht genügend frische Wetter führten. Aus diesem Grund wurden in bestimmten Abständen Lichtlöcher zur Verbesserung der Bewetterung erstellt. Der Bergmann nannte die hierfür erstellten Durchschläge „Durchschlag wegen Licht und Wetter“.
Bei der Auffahrung eines Stollens oder einer Strecke ist es möglich, dass der Bergmann auf eine Wasserblase trifft. Damit dieser Bereich sicher durchörtert werden kann, wird durch vorherige Untersuchungen die Größe der Wasserblase grob bestimmt. Dies war im frühen Bergbau nur sehr schwer möglich. Hier musste der Bergmann auf Wassergeräusche achten, auch musste er schauen, ob es einen Zulauf zu der untertägigen Wasserblase gab. Durch Probebohrungen wurde die Lage der Wasserblase erkundet, dabei war es wichtig, dass mindestens ein Lachter Gestein als Schutzwand vor der Wasseransammlung vorhanden war. Einen Durchschlag zur Lösung von Standwasser nannte der Bergmann „Durchschlag wegen Wasser“.
Der Durchschlag auf den Alten Mann dient dazu, einen bereits abgeworfenen Grubenbau zu durchörtern, um dahinterliegende Bodenschätze abzubauen.

## Probleme
Bei der Erstellung eines Durchschlages kann es oftmals zu Problemen kommen.
Besonders problematisch ist die Erstellung eines Durchschlags zur Lösung von Standwasser. Insbesondere bei größeren Wasseransammlungen ist der Druck auf das umgebende Gestein oftmals sehr hoch. Ist in so einem Fall die Gebirgsschicht nicht tragfähig genug, weil das Gestein sehr brüchig ist, oder hat der Bergmann die Gesteinsschicht zwischen der offenem Strecke und der Wasseransammlung schon so stark geschwächt, dass sie dem Druck nicht mehr standhalten kann, bricht die Ortsbrust in den freien Streckenquerschnitt herein. Dabei können die Bergleute durch herumfliegende Bergebrocken oder durch das schlagartig einströmende Wasser schwer verletzt werden, wenn sie sich nicht schnell genug in Sicherheit bringen können. Weitere Probleme können beim Anbohren der Wasseransammlung entstehen, insbesondere bei weicherem Gestein kann das Bohrloch durch das ausströmende Wasser stark vergrößert werden.
Beim Durchschlag auf einen Alten Mann ist es oftmals erforderlich, größere Mengen hereingebrochener Berge abzufördern. Auch können sich im Alten Mann größere Mengen matte Wetter angesammelt haben.
Problematisch ist das zielgenaue Aufeinandertreffen der beiden Örter. Zwar wird durch markscheiderische Messung der Durchschlagspunkt bestimmt, jedoch kann es durch Messungenauigkeiten zu Abweichungen kommen. Insbesondere im frühen Bergbau, als die Markscheider nur einfache Hilfsmittel wie Maßschnur und Kompass hatten, kam es oftmals vor, dass der eigentliche Durchschlag vom vorgegebenen und berechneten Durchschlagspunkt abwich. Lichtlöcher lagen dann oftmals neben dem Stollen. Dies lag zum einen an den ungenauen Messmethoden und Berechnungen, zum anderen aber auch an der Ungenauigkeit der Auffahrung. Damit beim Teufen von Lichtlöchern diese im Stollen mündeten, wurden die Lichtlöcher oftmals als Aufbruch von unter Tage nach über Tage erstellt.